# 马格德堡主教座堂

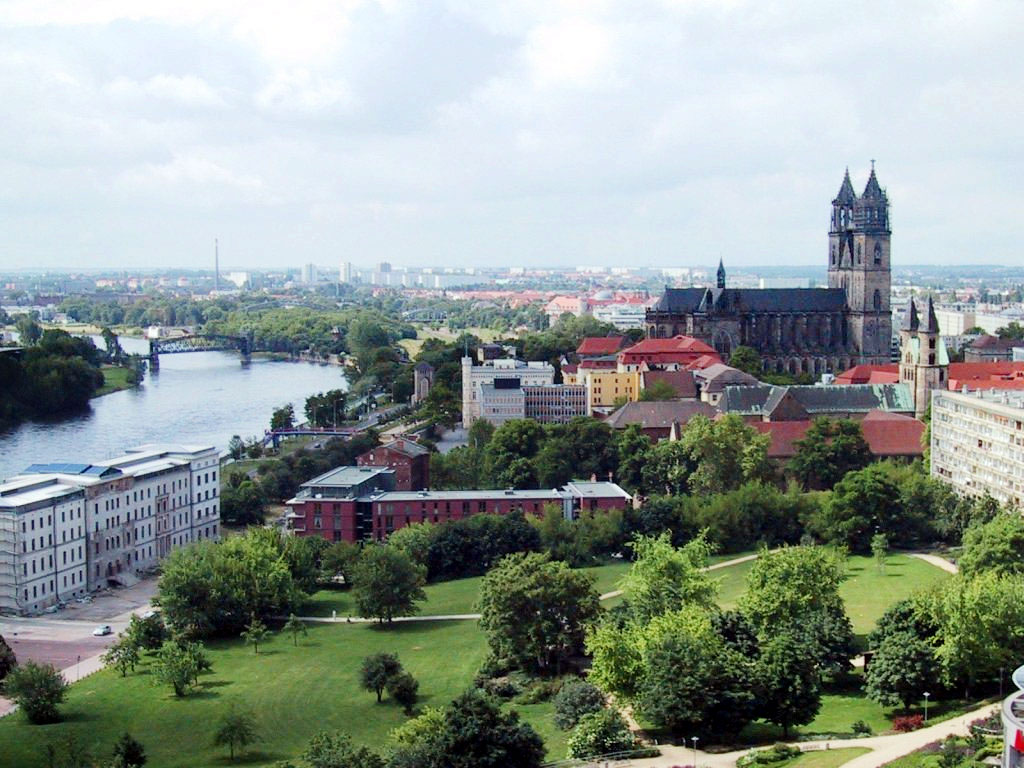
馬格德堡主教座堂的右觀

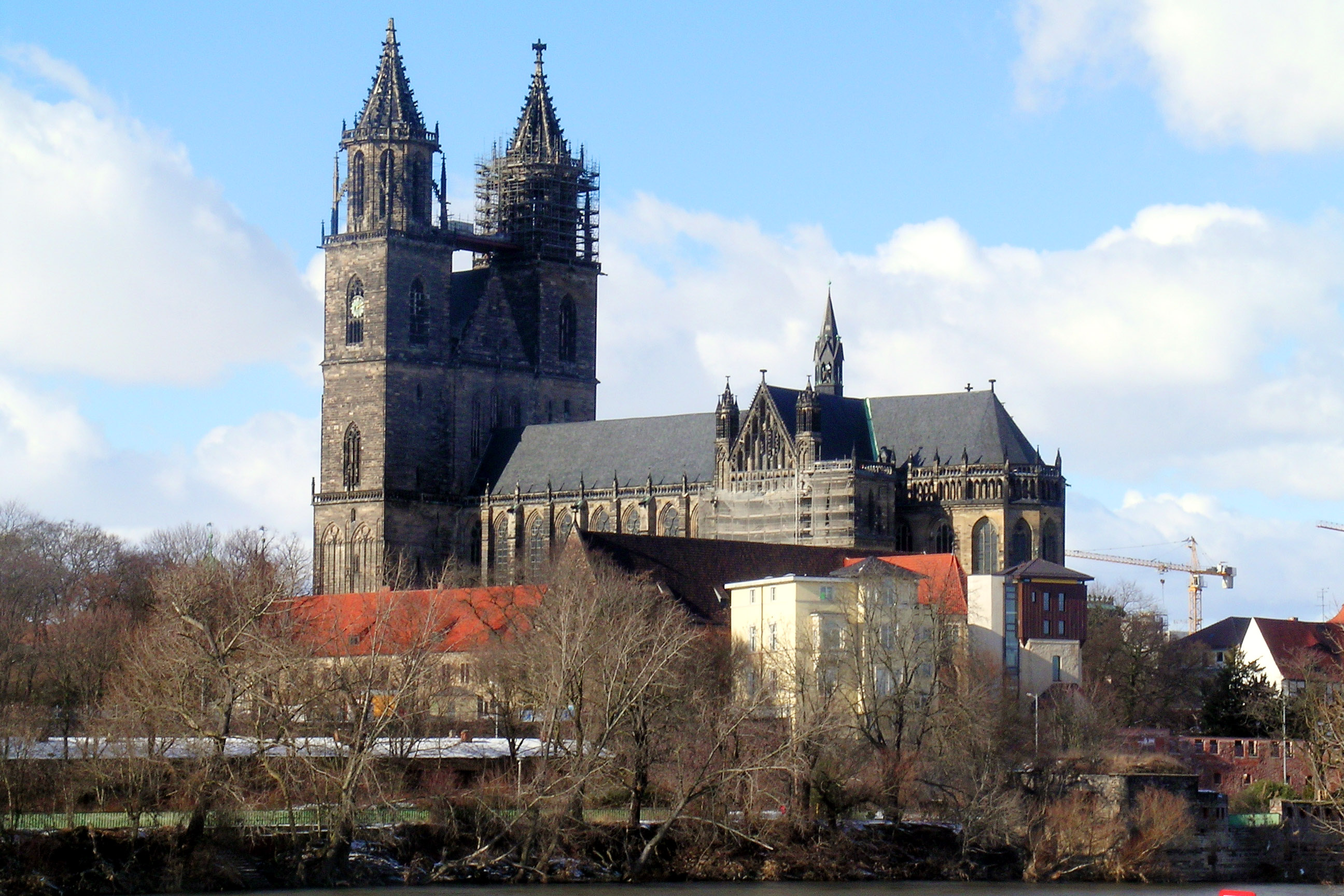
馬格德堡主教座堂的冬天景緻

馬格德堡主教座堂（德語：Magdeburger Dom），正式名稱為聖莫里斯聖凱瑟琳主教座堂（德語：Dom zu Magdeburg St. Mauritius und Katharina），是德國最為古老的哥特式天主教主教座堂之一。建築物其中一個尖塔高99.25米，而另外一個則為100.98米，使它成為前東德最高的主教座堂。主教座堂位於德國薩克森-安哈爾特聯邦州的首府馬格德堡，亦同時安葬了东法兰克國王、罗马帝国皇帝奥托一世的棺塚。
第一座教堂於937年在今天主教座堂的位置建成，是一所本來叫聖莫里斯的大修道院，以紀念天主教聖人聖莫里斯。主教座堂從1209年開始動土，整個工程維持了三百多年，而尖塔的蓋建於1520年才正式竣工。儘管飽經戰爭掠奪，馬格德堡主教座堂本身包含著極豐富的藝術成分，遠至古董，近至現代藝術。

## 歷史

### 建築物前身
正是現在坐堂的位置曾經是一所本來叫聖莫里斯的隐修院，建於937年9月21日，由依然是东法兰克國王奥托一世資助興建，以紀念天主教聖人聖莫里斯。在955年，奥托一世在萊希費爾德戰役獲得勝利，他為了彰顯自己政治力量，在962年2月2日他的加冕儀式之前下令建成這個隐修院。再者，為了支持他宣稱自己是Weströmisches Reich的繼承人，他不斷增加自己的玩意兒，例如在教堂中使用很多標柱。很多這些標柱成了1209年第二所教堂的一部分。這個教堂擁有一個闊４０米長８０米的中殿及四個側廊，高度大約是６０米。

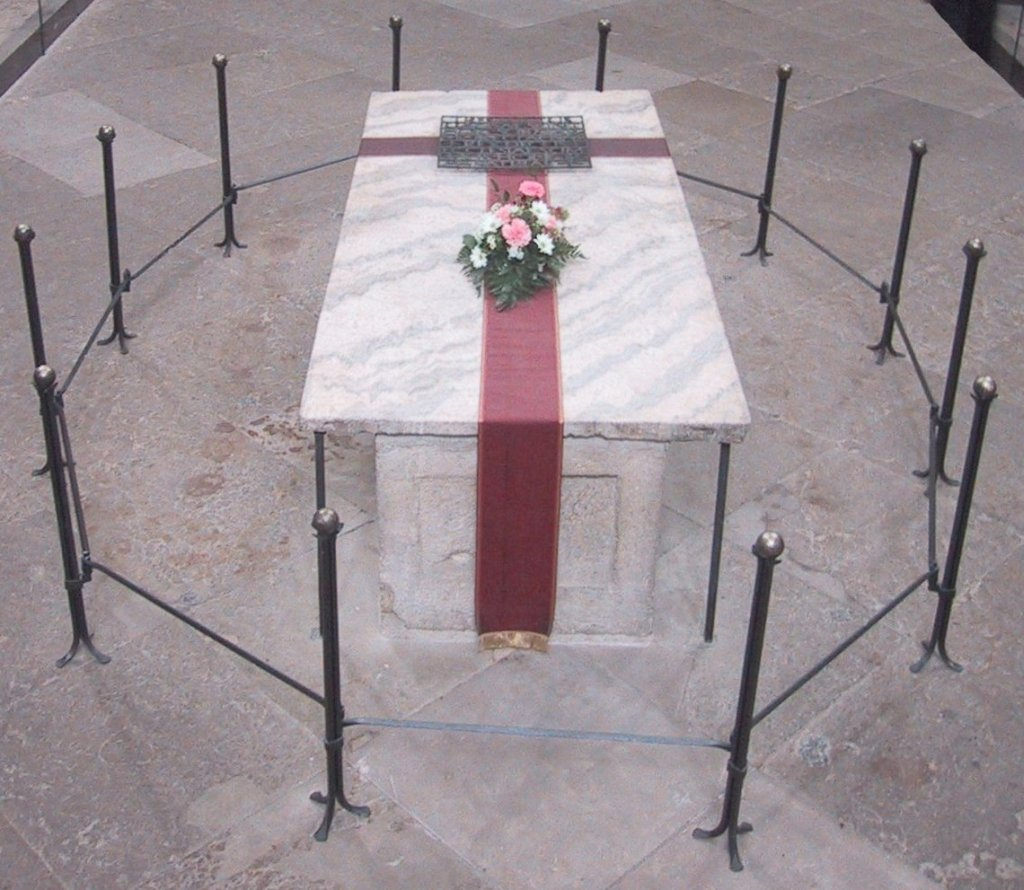
主教座堂裏奥托一世的棺

## 外部連結
- 馬格德堡主教座堂 （页面存档备份，存于） - 來自馬格德堡政府官方網頁
- 馬格德堡主教座堂 （页面存档备份，存于） （英文）
- 馬格德堡主教座堂 （德文）
- Kirchen und Klöster zu Magdeburg （德文）
- 馬格德堡市旅遊資訊 （英文）
- 天主教百科 （页面存档备份，存于） （英文）

52°07′29″N 11°38′04″E / 52.12472°N 11.63444°E